# 笠原幸雄
笠原 幸雄（かさはら ゆきお、1889年（明治22年）11月6日 - 1988年（昭和63年）1月2日）は、日本の陸軍軍人。陸軍中将。ロシア通の参謀として知られていた。功三級。

## 略歴
仙台で陸軍三等主計正、笠原幸之助の長男として生まれる。本籍地は東京。東京府立一中、陸軍中央幼年学校予科、同校本科、1913年（大正2年）5月、陸軍士官学校卒業（22期）。1918年（大正7年）11月、陸軍大学校卒業（恩賜、30期）。
1937年（昭和12年）に参謀本部付、参謀本部初代ロシア課長、関東軍参謀副長を経て、翌年12月には参謀本部総務部長、1939年（昭和14年）9月、北支那方面軍参謀長として多田駿中将を補佐、1941年（昭和16年）3月、関東軍第3軍第12師団長。
1942年（昭和17年）8月、関東軍総参謀長として梅津美治郎大将、続いて山田乙三大将を補佐し、また補給監も兼務した。1945年（昭和20年）4月、自ら野戦指揮官を希望して上月良夫の後任として支那派遣軍第6方面軍第11軍司令官に着任、桂林や湖南省方面で展開した。
第11軍は、湘桂作戦発動の為に1944年（昭和19年）に新設され、10ヶ師団40万人の規模であった。また、「焼くな・殺すな・盗むな」のいわゆる「三戒」にて、一人も戦犯を出さずに本土に帰還できた。終戦ののちは湖南から九江へ移動、国府軍の璧岳大将と将来の日中友好を交わし合い、1946年（昭和21年）6月の上海から部隊が帰国するまで主に荒地の開墾にて自給自足の生活を送ることを許された。1947年（昭和22年）11月28日、公職追放仮指定を受けた。
戦後は、日本郷友連盟理事長に就任。また、戸山ヶ原の陸軍近衛騎兵師団跡地に碑が残っている。

## 年譜
- 1929年（昭和4年）12月10日 - 駐ソ武官[1]
- 1932年（昭和7年）5月23日 - 参謀本部欧米課ロシア班長[1]
- 1933年（昭和8年）[1]
  - 3月18日 - 陸軍騎兵学校教官[1]
  - 8月1日 - 陸軍騎兵大佐[1]
- 1934年（昭和9年）3月5日 - 近衛騎兵連隊長[1]
- 1936年（昭和11年）
  - 3月7日 - 参謀本部欧米課長[1]
  - 8月1日 - 参謀本部ロシア課長[1]
- 1937年（昭和12年）
  - 8月2日 - 陸軍少将、参謀本部附[1]
  - 9月27日 - 関東軍参謀副長[1]
- 1938年（昭和13年）
  - 1月20日 - 参謀本部附（ドイツ出張）[1]
  - 12月10日 - 参謀本部総務部長[1]
- 1939年（昭和14年）
  - 8月1日 - 陸軍中将[1]
  - 9月23日 - 北支那方面軍参謀長[1]
- 1941年（昭和16年）8月1日 - 第12師団長[1]
- 1942年（昭和17年）8月1日 - 関東軍総参謀長兼補給監[1]
- 1945年（昭和20年）4月7日 - 第11軍司令官[1]

## 栄典
位階
- 1911年（明治44年）3月10日 - 正八位[3]
- 1914年（大正3年）2月10日 - 従七位[4]
- 1919年（大正8年）3月20日 - 正七位[5]
- 1924年（大正13年）5月15日 - 従六位[6]
- 1937年（昭和12年）9月1日 - 正五位[7]

勲章等
- 1918年（大正7年）11月29日 - 恩賜の軍刀[8]
- 1940年（昭和15年）8月15日 - 紀元二千六百年祝典記念章[9]